# Campeonato Mundial de Natación de 2023
El XX Campeonato Mundial de Natación se celebró en Fukuoka (Japón) entre el 14 y el 30 de julio de 2023 bajo la organización de World Aquatics y la Federación Japonesa de Natación.
Se realizaron competiciones de natación, natación artística, saltos, saltos de gran altura, natación en aguas abiertas y waterpolo. 
Los deportistas de Rusia y Bielorrusia fueron excluidos de este campeonato debido a la invasión rusa de Ucrania.

## Sede
Inicialmente, el campeonato iba a realizarse en 2021, pero debido a que los Juegos Olímpicos de 2020 fueron pospuestos para 2021 a causa de la pandemia de COVID-19, el campeonato fue trasladado para mayo de 2022. Sin embargo, por problemas de organización derivados por la pandemia, fue finalmente pospuesto para julio de 2023.

## Instalaciones
Las instalaciones utilizadas por deporte fueron:
- Marine Messe: natación, natación artística y waterpolo (piscina provisional);
- Piscina de la Prefectura de Fukuoka: saltos;
- Parque Acuático de la Playa Momochi: natación en aguas abiertas y saltos de gran altura.

## Disciplinas
El programa oficial de este campeonato incluyó 74 pruebas, repartidas en 6 deportes acuáticos.
| Disciplina | Competiciones masculinas | Competiciones femeninas | Competiciones mixtas | Total           |
| --- | ------------------------ | ----------------------- | -------------------- | --------------- |
| • Natación • Natación en aguas abiertas • Natación artística • Saltos • Saltos de gran altura • Waterpolo • Total | 20 2 5 1 31              | 20 2 7 5 1 36           | 2 1 2 3 – 8          | 42 5 11 13 2 75 |

## Calendario
| ● | Ceremonia de apertura | ● | Preliminares | 1 | Finales | ● | Ceremonia de clausura |

| Julio de 2023      | 14 vi | 15 sá | 16 do | 17 lu | 18 ma | 19 mi | 20 ju | 21 vi | 22 sá | 23 do | 24 lu | 25 ma | 26 mi | 27 ju | 28 vi | 29 sá | 30 do | Finales por deporte |
| ------------------ | ----- | ----- | ----- | ----- | ----- | ----- | ----- | ----- | ----- | ----- | ----- | ----- | ----- | ----- | ----- | ----- | ----- | ------------------- |
| Ceremonias         | ●     |       |       |       |       |       |       |       |       |       |       |       |       |       |       |       | ●     | —                   |
| Natación aguas ab. |       | 1     | 1     |       | 2     |       | 1     |       |       |       |       |       |       |       |       |       |       | 5                   |
| Natación           |       |       |       |       |       |       |       |       |       | 5     | 4     | 5     | 5     | 5     | 5     | 6     | 7     | 42                  |
| Natación artística | ●     | 1     | 2     | 2     | 1     | 2     | 1     | 1     | 1     |       |       |       |       |       |       |       |       | 11                  |
| Saltos             | ●     | 3     | 2     | 2     | 1     | 1     | 1     | 1     | 2     |       |       |       |       |       |       |       |       | 13                  |
| Saltos gran altura |       |       |       |       |       |       |       |       |       |       |       | ●     | 1     | 1     |       |       |       | 10                  |
| Waterpolo          |       |       | ●     | ●     | ●     | ●     | ●     | ●     | ●     | ●     | ●     | ●     | ●     | ●     | 1     | 1     |       | 2                   |
| Finales por día    | –     | 5     | 5     | 4     | 4     | 3     | 3     | 2     | 3     | 5     | 4     | 5     | 6     | 6     | 6     | 7     | 7     | 75                  |

## Resultados de natación

### Femenino
| Evento                    | Oro                                                                                  | Plata                                                                             | Bronce                                                                              |
| ------------------------- | ------------------------------------------------------------------------------------ | --------------------------------------------------------------------------------- | ----------------------------------------------------------------------------------- |
| 50 m libre (30.07)        | Sarah Sjöström · Suecia · 23,62                                                      | Shayna Jack Australia 24,10                                                       | Zhang Yufei China 24,15                                                             |
| 100 m libre (28.07)       | Mollie O'Callaghan Australia 52,16                                                   | Siobhan Haughey Hong Kong 52,49                                                   | Marrit Steenbergen · Países Bajos · 52,71                                           |
| 200 m libre (26.07)       | Mollie O'Callaghan Australia 1:52,85 RM                                              | Ariarne Titmus Australia 1:53,01                                                  | Summer McIntosh · Canadá · 1:53,65                                                  |
| 400 m libre (23.07)       | Ariarne Titmus Australia 3:55,38 RM                                                  | Katie Ledecky Estados Unidos 3:58,73                                              | Erika Fairweather Nueva Zelanda 3:59,59                                             |
| 800 m libre (29.07)       | Katie Ledecky Estados Unidos 8:08,87                                                 | Li Bingjie China 8:13,31                                                          | Ariarne Titmus Australia 8:13,59                                                    |
| 1500 m libre (25.07)      | Katie Ledecky Estados Unidos 15:26,27                                                | Simona Quadarella · Italia · 15:43,31                                             | Li Bingjie China 15:45,71                                                           |
| 50 m espalda (27.07)      | Kaylee McKeown Australia 27,08                                                       | Regan Smith Estados Unidos 27,11                                                  | Lauren Cox Reino Unido 27,20                                                        |
| 100 m espalda (25.07)     | Kaylee McKeown Australia 57,53                                                       | Regan Smith Estados Unidos 57,78                                                  | Katharine Berkoff Estados Unidos 58,25                                              |
| 200 m espalda (29.07)     | Kaylee McKeown Australia 2:03,85                                                     | Regan Smith Estados Unidos 2:04,94                                                | Peng Xuwei China 2:06,74                                                            |
| 50 m braza (30.07)        | Rūta Meilutytė · Lituania · 29,16 RM                                                 | Lilly King Estados Unidos 29,94                                                   | Benedetta Pilato · Italia · 30,04                                                   |
| 100 m braza (25.07)       | Rūta Meilutytė · Lituania · 1:04,62                                                  | Tatjana Schoenmaker Sudáfrica 1:05,84                                             | Lydia Jacoby Estados Unidos 1:05,94                                                 |
| 200 m braza (28.07)       | Tatjana Schoenmaker Sudáfrica 2:20,88                                                | Kate Douglass Estados Unidos 2:21,23                                              | Tes Schouten · Países Bajos · 2:21,63                                               |
| 50 m mariposa (29.07)     | Sarah Sjöström · Suecia · 24,77                                                      | Zhang Yufei China 25,07                                                           | Gretchen Walsh Estados Unidos 25,46                                                 |
| 100 m mariposa (24.07)    | Zhang Yufei China 56,12                                                              | Margaret Mac Neil · Canadá · 56,45                                                | Torri Huske Estados Unidos 56,61                                                    |
| 200 m mariposa (27.07)    | Summer McIntosh · Canadá · 2:04,06                                                   | Elizabeth Dekkers Australia 2:05,46                                               | Regan Smith Estados Unidos 2:06,58                                                  |
| 200 m estilos (24.07)     | Kate Douglass Estados Unidos 2:07,17                                                 | Alexandra Walsh Estados Unidos 2:07,97                                            | Yu Yiting China 2:08,74                                                             |
| 400 m estilos (30.07)     | Summer McIntosh · Canadá · 4:27,11                                                   | Katie Grimes Estados Unidos 4:31,41                                               | Jenna Forrester Australia 4:32,30                                                   |
| 4 × 100 m libre (23.07)   | Australia Mollie O'Callaghan Shayna Jack Meg Harris Emma McKeon 3:27,96 RM           | Estados Unidos Gretchen Walsh Abbey Weitzeil Olivia Smoliga Kate Douglass 3:31,93 | China Cheng Yujie Yang Junxuan Wu Qingfeng Zhang Yufei 3:32,40                      |
| 4 × 200 m libre (27.07)   | Australia Mollie O'Callaghan Shayna Jack Brianna Throssell Ariarne Titmus 7:37,50 RM | Estados Unidos Erin Gemmell Katie Ledecky Bella Sims Alex Shackell 7:41,38        | China Li Bingjie Li Jiaping Ai Yanhan Liu Yaxin 7:44,40                             |
| 4 × 100 m estilos (30.07) | Estados Unidos Regan Smith Lilly King Gretchen Walsh Kate Douglass 3:52,08           | Australia Kaylee McKeown Abbey Harkin Emma McKeon Mollie O'Callaghan 3:53,37      | Canadá · Kylie Masse · Sophie Angus · Margaret Mac Neil · Summer McIntosh · 3:54,12 |

### Medallero
| Núm. | País           | Oro | Plata | Bronce | Total |
| ---- | -------------- | --- | ----- | ------ | ----- |
| 1    | Australia      | 13  | 7     | 5      | 25    |
| 2    | Estados Unidos | 7   | 20    | 11     | 38    |
| 3    | China          | 5   | 3     | 8      | 16    |
| 4    | Francia        | 4   | 0     | 2      | 6     |
| 5    | Reino Unido    | 2   | 2     | 4      | 8     |
| 6    | Canadá         | 2   | 2     | 2      | 6     |
| 7    | Túnez          | 2   | 1     | 0      | 3     |
| 8    | Lituania       | 2   | 0     | 0      | 2     |
| 8    | Suecia         | 2   | 0     | 0      | 2     |
| 10   | Italia         | 1   | 4     | 1      | 6     |
| 11   | Sudáfrica      | 1   | 1     | 0      | 2     |
| 12   | Hungría        | 1   | 0     | 0      | 1     |
| 13   | Países Bajos   | 0   | 1     | 2      | 3     |
| 14   | Hong Kong      | 0   | 1     | 0      | 1     |
| 14   | Polonia        | 0   | 1     | 0      | 1     |
| 14   | Portugal       | 0   | 1     | 0      | 1     |
| 17   | Japón          | 0   | 0     | 2      | 2     |
| 18   | Alemania       | 0   | 0     | 1      | 1     |
| 18   | Corea del Sur  | 0   | 0     | 1      | 1     |
| 18   | Nueva Zelanda  | 0   | 0     | 1      | 1     |
| 18   | Suiza          | 0   | 0     | 1      | 1     |
|      | TOTAL          | 42  | 44    | 41     | 127   |

## Resultados de saltos

### Masculino
| Evento                               | Oro                                   | Plata                                           | Bronce                                          |
| ------------------------------------ | ------------------------------------- | ----------------------------------------------- | ----------------------------------------------- |
| Trampolín 1 m (16.07)                | Peng Jianfeng China 440,45 pts.       | Osmar Olvera Ibarra · México · 428,85 pts.      | Zheng Jiuyuan China 418,30 pts.                 |
| Trampolín 3 m (20.07)                | Wang Zongyuan China 538,10            | Osmar Olvera Ibarra · México · 507,50           | Long Daoyi China 499,75                         |
| Plataforma 10 m (22.07)              | Cassiel Rousseau Australia 520,85     | Lian Junjie China 512,35                        | Yang Hao China 504,00                           |
| Trampolín 3 m sincronizado (15.07)   | Long Daoyi Wang Zongyuan China 456,33 | Anthony Harding Jack Laugher Reino Unido 424,62 | Jules Bouyer Alexis Jandard Francia 389,10      |
| Plataforma 10 m sincronizado (17.07) | Lian Junjie Yang Hao China 477,75     | Kiril Boliuj · Olexi Sereda · Ucrania · 439,32  | Kevin Berlín · Randal Willars · México · 434,16 |

### Femenino
| Evento                               | Oro                                  | Plata                                                     | Bronce                                                 |
| ------------------------------------ | ------------------------------------ | --------------------------------------------------------- | ------------------------------------------------------ |
| Trampolín 1 m (15.07)                | Lin Shan China 318,60 pts.           | Li Yajie China 306,65 pts.                                | Aranza Vázquez · México · 285,05 pts.                  |
| Trampolín 3 m (21.07)                | Chen Yiwen China 359,50              | Chang Yani China 341,50                                   | Pamela Ware · Canadá · 332,00                          |
| Plataforma 10 m (19.07)              | Chen Yuxi China 457,85               | Quan Hongchan China 445,60                                | Caeli McKay · Canadá · 340,25                          |
| Trampolín 3 m sincronizado (17.07)   | Chang Yani Chen Yiwen China 341,94   | Yasmin Harper Scarlett Mew Jensen Reino Unido 296,58      | Elena Bertocchi · Chiara Pellacani · Italia · 285,99   |
| Plataforma 10 m sincronizado (16.07) | Chen Yuxi Quan Hongchan China 369,84 | Andrea Spendolini-Sirieix Lois Toulson Reino Unido 311,76 | Jessica Parratto Delaney Schnell Estados Unidos 294,42 |

### Mixto
| Evento                               | Oro                                                         | Plata                                                                               | Bronce                                                                                 |
| ------------------------------------ | ----------------------------------------------------------- | ----------------------------------------------------------------------------------- | -------------------------------------------------------------------------------------- |
| Trampolín 3 m sincronizado (22.07)   | Zhu Zifeng Lin Shan China 326,10 pts.                       | Domonic Bedggood Maddison Keeney Australia 307,38 pts.                              | Matteo Santoro · Chiara Pellacani · Italia · 294,12 pts.                               |
| Plataforma 10 m sincronizado (15.07) | Wang Feilong Zhang Jiaqi China 339,54                       | José Balleza Isaías · Viviana del Ángel · México · 313,44                           | Hiroki Ito Minami Itahashi Japón 305,34                                                |
| Equipos (18.07)                      | China Bai Yuming Zheng Jiuyuan Si Yajie Zhang Minjie 489,65 | México · Jahir Ocampo · Randal Willars · Gabriela Agúndez · Aranza Vázquez · 455,35 | Alemania · Timo Barthel · Moritz Wesemann · Lena Hentschel · Christina Wassen · 432,15 |

### Medallero
| Núm. | País           | Oro | Plata | Bronce | Total |
| ---- | -------------- | --- | ----- | ------ | ----- |
| 1    | China          | 12  | 4     | 3      | 19    |
| 2    | Australia      | 1   | 1     | 0      | 2     |
| 3    | México         | 0   | 4     | 2      | 6     |
| 4    | Reino Unido    | 0   | 3     | 0      | 3     |
| 5    | Ucrania        | 0   | 1     | 0      | 1     |
| 6    | Canadá         | 0   | 0     | 2      | 2     |
| 6    | Italia         | 0   | 0     | 2      | 2     |
| 8    | Alemania       | 0   | 0     | 1      | 1     |
| 8    | Francia        | 0   | 0     | 1      | 1     |
| 8    | Japón          | 0   | 0     | 1      | 1     |
| 8    | Estados Unidos | 0   | 0     | 1      | 1     |
|      | TOTAL          | 13  | 13    | 13     | 39    |

## Resultados de saltos de gran altura

### Masculino
| Evento       | Oro                                         | Plata                                       | Bronce                        |
| ------------ | ------------------------------------------- | ------------------------------------------- | ----------------------------- |
| 27 m (27.07) | Constantin Popovici · Rumania · 472,80 pts. | Cătălin-Petru Preda · Rumania · 438,45 pts. | Gary Hunt Francia 426,30 pts. |

### Femenino
| Evento       | Oro                                    | Plata                                | Bronce                                  |
| ------------ | -------------------------------------- | ------------------------------------ | --------------------------------------- |
| 20 m (26.07) | Rhiannan Iffland Australia 357,40 pts. | Molly Carlson · Canadá · 322,80 pts. | Jessica Macaulay · Canadá · 320,95 pts. |

### Medallero
| Núm. | País      | Oro | Plata | Bronce | Total |
| ---- | --------- | --- | ----- | ------ | ----- |
| 1    | Rumania   | 1   | 1     | 0      | 2     |
| 2    | Australia | 1   | 0     | 0      | 1     |
| 3    | Canadá    | 0   | 1     | 1      | 2     |
| 4    | Francia   | 0   | 0     | 1      | 1     |
|      | TOTAL     | 2   | 2     | 2      | 6     |

## Resultados de natación en aguas abiertas

### Masculino
| Evento        | Oro                                       | Plata                                    | Bronce                                |
| ------------- | ----------------------------------------- | ---------------------------------------- | ------------------------------------- |
| 5 km (18.07)  | Florian Wellbrock · Alemania · 53:58,00   | Gregorio Paltrinieri · Italia · 54:02,50 | Domenico Acerenza · Italia · 54:04,20 |
| 10 km (16.07) | Florian Wellbrock · Alemania · 1:50:40,30 | Kristóf Rasovszky · Hungría · 1:50:59,00 | Oliver Klemet · Alemania · 1:51:00,80 |

### Femenino
| Evento        | Oro                                 | Plata                                           | Bronce                                 |
| ------------- | ----------------------------------- | ----------------------------------------------- | -------------------------------------- |
| 5 km (18.07)  | Leonie Beck · Alemania · 59:31,70   | Sharon van Rouwendaal · Países Bajos · 59:32,70 | Ana Marcela Cunha · Brasil · 59:33,90  |
| 10 km (15.07) | Leonie Beck · Alemania · 2:02:34,00 | Chelsea Gubecka Australia 2:02:38,10            | Katie Grimes Estados Unidos 2:02:42,30 |

### Mixto
| Evento                   | Oro                                                                                                   | Plata                                                                                   | Bronce                                                                       |
| ------------------------ | --- | --------------------------------------------------------------------------------------- | ---------------------------------------------------------------------------- |
| 6 km por equipos (20.07) | Italia · Barbara Pozzobon · Ginevra Taddeucci · Domenico Acerenza · Gregorio Paltrinieri · 1:10:31,20 | Hungría · Bettina Fábián · Anna Olasz · Kristóf Rasovszky · Dávid Betlehem · 1:10:35,30 | Australia Chelsea Gubecka Moesha Johnson Nicholas Sloman Kyle Lee 1:11:26,70 |

### Medallero
| Núm. | País           | Oro | Plata | Bronce | Total |
| ---- | -------------- | --- | ----- | ------ | ----- |
| 1    | Alemania       | 4   | 0     | 1      | 5     |
| 2    | Italia         | 1   | 1     | 1      | 3     |
| 3    | Hungría        | 0   | 2     | 0      | 2     |
| 4    | Australia      | 0   | 1     | 1      | 2     |
| 5    | Países Bajos   | 0   | 1     | 0      | 1     |
| 6    | Brasil         | 0   | 0     | 1      | 1     |
| 6    | Estados Unidos | 0   | 0     | 1      | 1     |
|      | TOTAL          | 5   | 5     | 5      | 15    |

## Resultados de natación artística

### Masculino
| Evento                      | Oro                                            | Plata                                       | Bronce                                  |
| --------------------------- | ---------------------------------------------- | ------------------------------------------- | --------------------------------------- |
| Solo rutina técnica (17.07) | Fernando Díaz del Río · España · 224,5550 pts. | Kenneth Gaudet Estados Unidos 216,8000 pts. | Eduard Kim · Kazajistán · 216,0000 pts. |
| Solo prueba libre (19.07)   | Dennis González Boneu · España · 193,0334      | Gustavo Sánchez · Colombia · 189,9625       | Kenneth Gaudet Estados Unidos 179,5562  |

### Femenino
| Evento                           | Oro | Plata | Bronce |
| -------------------------------- | --- | --- | --- |
| Solo rutina técnica (15.07)      | Yukiko Inui Japón 276,5717 pts. | Vasiliki Alexandri · Austria · 264,4200 pts. | Iris Tió · España · 254,2100 pts. |
| Solo prueba libre (19.07)        | Yukiko Inui Japón 254,6062 | Vasiliki Alexandri · Austria · 229,3251 | Kate Shortman Reino Unido 219,9542 |
| Dúo rutina técnica (16.07)       | Moe Higa Mashiro Yasunaga Japón 273,9500 | Linda Cerruti · Lucrezia Ruggiero · Italia · 263,0334 | Alisa Ozhogina · Iris Tió · España · 257,8368 |
| Dúo prueba libre (20.07)         | Anna-Maria Alexandri · Eirini-Marina Alexandri · Austria · 255,4583                                                                                            | Wang Liuyi Wang Qianyi China 255,2480 | Moe Higa Mashiro Yasunaga Japón 249,5167 |
| Equipo rutina técnica (18.07)    | Cristina Arámbula · Marina García Polo · Meritxell Mas · Alisa Ozhogina · Paula Ramírez Ibáñez · Sara Saldaña · Iris Tió · Blanca Toledano · España · 281,6893 | Linda Cerruti · Marta Iacoacci · Sofia Mastroianni · Enrica Piccoli · Lucrezia Ruggiero · Isotta Sportelli · Giulia Vernice · Francesca Zunino · Italia · 274,5155 | Anita Alvarez Jaime Czarkowski Megumi Field Audrey Kwon Jacklyn Luu Daniella Ramirez Ruby Remati Natalia Vega Estados Unidos 273,7396                                             |
| Equipo prueba libre (21.07)      | Chang Hao Feng Yu Wang Ciyue Wang Liuyi Wang Qianyi Xiang Binxuan Xiao Yanning Zhang Yayi China 329,1687                                                       | Moe Higa Moeka Kijima Uta Kobayashi Ayano Shimada Ami Wada Akane Yanagisawa Mashiro Yasunaga Megumu Yoshida Japón 317,8085                                         | Maryna Alexiva · Vladyslava Alexiva · Marta Fiedina · Veronika Hryshko · Daria Moshynska · Anhelina Ovchynnikova · Anastasiya Shmonina · Valeriya Tyshchenko · Ucrania · 256,2415 |
| Equipo rutina acrobática (17.07) | Chang Hao Cheng Wentao Feng Yu Wang Ciyue Xiang Binxuan Xiao Yanning Zhang Yayi Shi Haoyu China 238,0033                                                       | Anita Alvarez Jaime Czarkowski Nicole Dzurko Keana Hunter Audrey Kwon Calista Liu Daniella Ramirez Bill May Estados Unidos 232,4033                                | Moka Fujii Ikoi Hirota Moeka Kijima Tomoka Sato Hikari Suzuki Akane Yanagisawa Megumu Yoshida Yotaro Sato Japón 220,5867                                                          |

1. ↑  En las pruebas de equipos está permitida la participación de nadadores masculinos.

### Mixto
| Evento                     | Oro                                         | Plata                                                        | Bronce                                                  |
| -------------------------- | ------------------------------------------- | ------------------------------------------------------------ | ------------------------------------------------------- |
| Dúo rutina técnica (16.07) | Tomoka Sato Yotaro Sato Japón 255,5066 pts. | Emma García · Dennis González Boneu · España · 248,0499 pts. | Cheng Wentao Shi Haoyu China 247,3033 pts.              |
| Dúo prueba libre (22.07)   | Cheng Wentao Shi Haoyu China 225,1020       | Itzamary González · Diego Villalobos · México · 192,5500     | Emma García · Dennis González Boneu · España · 183,4207 |

### Medallero
| Núm. | País           | Oro | Plata | Bronce | Total |
| ---- | -------------- | --- | ----- | ------ | ----- |
| 1    | Japón          | 4   | 1     | 2      | 7     |
| 2    | España         | 3   | 1     | 3      | 7     |
| 3    | China          | 3   | 1     | 1      | 5     |
| 4    | Austria        | 1   | 2     | 0      | 3     |
| 5    | Estados Unidos | 0   | 2     | 2      | 4     |
| 6    | Italia         | 0   | 2     | 0      | 2     |
| 7    | Colombia       | 0   | 1     | 0      | 1     |
| 7    | México         | 0   | 1     | 0      | 1     |
| 9    | Kazajistán     | 0   | 0     | 1      | 1     |
| 9    | Reino Unido    | 0   | 0     | 1      | 1     |
| 9    | Ucrania        | 0   | 0     | 1      | 1     |
|      | TOTAL          | 11  | 11    | 11     | 33    |

## Resultados de waterpolo
| Evento            | Oro          | Plata  | Bronce |
| ----------------- | ------------ | ------ | ------ |
| Masculino (29.07) | Hungría      | Grecia | España |
| Femenino (28.07)  | Países Bajos | España | Italia |

## Medallero total
| Núm. | País           | Oro | Plata | Bronce | Total |
| ---- | -------------- | --- | ----- | ------ | ----- |
| 1    | China          | 20  | 8     | 12     | 40    |
| 2    | Australia      | 15  | 9     | 6      | 30    |
| 3    | Estados Unidos | 7   | 22    | 15     | 44    |
| 4    | Japón          | 4   | 1     | 5      | 10    |
| 5    | Francia        | 4   | 0     | 4      | 8     |
| 6    | Alemania       | 4   | 0     | 3      | 7     |
| 7    | España         | 3   | 2     | 4      | 9     |
| 8    | Italia         | 2   | 7     | 5      | 14    |
| 9    | Reino Unido    | 2   | 5     | 5      | 12    |
| 10   | Canadá         | 2   | 3     | 5      | 10    |
| 11   | Hungría        | 2   | 2     | 0      | 4     |
| 12   | Túnez          | 2   | 1     | 0      | 3     |
| 13   | Lituania       | 2   | 0     | 0      | 2     |
| 13   | Suecia         | 2   | 0     | 0      | 2     |
| 15   | Países Bajos   | 1   | 2     | 2      | 5     |
| 16   | Austria        | 1   | 2     | 0      | 3     |
| 17   | Rumania        | 1   | 1     | 0      | 2     |
| 18   | Sudáfrica      | 1   | 1     | 0      | 2     |
| 19   | México         | 0   | 5     | 2      | 7     |
| 20   | Ucrania        | 0   | 1     | 1      | 2     |
| 21   | Colombia       | 0   | 1     | 0      | 1     |
| 21   | Grecia         | 0   | 1     | 0      | 1     |
| 21   | Hong Kong      | 0   | 1     | 0      | 1     |
| 21   | Polonia        | 0   | 1     | 0      | 1     |
| 21   | Portugal       | 0   | 1     | 0      | 1     |
| 26   | Brasil         | 0   | 0     | 1      | 1     |
| 26   | Corea del Sur  | 0   | 0     | 1      | 1     |
| 26   | Kazajistán     | 0   | 0     | 1      | 1     |
| 26   | Nueva Zelanda  | 0   | 0     | 1      | 1     |
| 26   | Suiza          | 0   | 0     | 1      | 1     |
|      | TOTAL          | 75  | 77    | 74     | 226   |

Fuente: World Aquatics